# Liste des résidences royales saoudiennes
Voici une liste des résidences occupées par la famille royale saoudienne, aucune n'est traditionnellement occupée une certaine saison de l'année. Les membres de la famille royale saoudienne habitent de nombreuses résidences partout en Arabie. Certaines de ces résidences sont des palais royaux, propriétés de l'État, d'autres sont privées. 

## Résidences actuelles
| Résidence                | Emplacement                                | Utilisation/occupation                                                                                         |
| ------------------------ | ------------------------------------------ | --- |
| Palais d'Al-Yamamah      | Riyad                                      | Résidence officielle principale du roi d'Arabie saoudite à Riyad                                               |
| Villa de l'Aube          | Collonge-Bellerive, Suisse                 | Résidence privée en Suisse                                                                                     |
| Palais d'Al-Awja         | Riyad                                      | Résidence située au nord de Riyad                                                                              |
| Erga Palace              | Riyad                                      | Utilisé pour accueillir des dignitaires et des chefs d'Etats étrangers                                         |
| Palais de Rawdat Khuraim | Province de Riyad, oasis de Rawdat Khuraim | Résidence privée utilisée pour les week-ends, les fêtes familiales et les réceptions de chefs d'état étrangers |
| Ferme Janadriyah         | Province de Riyad                          | Résidence privée utilisée pour les week-ends                                                                   |
| Château de l'Horizon     | Vallauris, France                          | Résidence estivale sur la côte d'azur                                                                          |
| Villa au Maroc           | Tanger, Maroc                              | |